# Portretul doamnei Pastoret
Portretul doamnei Pastoret este o pictură în ulei pe pânză din 1791 a artistului neoclasic francez Jacques-Louis David. Acesta o înfățișează pe Adélaide Pastoret, născută Piscatory de Vaufreland (1765-1843). David a fost prieten cu familia Pastoret, dar s-a despărțit de aceasta în 1792, după ce a devenit mai radical din punct de vedere politic. Alături de portretele lui Philippe-Laurent de Joubert și Madame Trudaine, acesta a fost unul dintre cele trei tablouri rămase incomplete din cauza Revoluției Franceze - toate cele trei personaje au fost arestate sau au emigrat. În pătuț este reprezentat și capul unui copil - acesta este Amédée de Pastoret, un viitor conseiller de stat, pictat de Ingres în 1826.
Doamna Pastoret face parte din clasa superioară, dar este pictată aici fără niciun fel de podoabă, așa cum se cuvenea în acea perioadă, când orice afișare a bogăției ar fi fost privită cu suspiciune. În schimb, ea este descrisă ca o gospodină și mamă, subliniind virtuțile sale casnice. Faptul că tabloul este neterminat este demonstrat de fundalul pătat creat cu tușe scurte de pensulă și de faptul că lipsește acul de cusut din mâna doamnei Pastoret.
Tabloul se afla încă în atelierul lui David în momentul morții acestuia, când a fost vândut cu 400 de franci subiectului său și a rămas în familia acesteia până la moartea fără urmași, în 1890, a nepoatei sale, marchiza de Rougé du Plessis-Bellière, născută Marie de Pastoret. A fost catalogat ca putând fi  expus publicului în colecția sa de la castelul său din Moreuil în 1884. Un vizitator l-a descris în 1890. Colecțiile sale au fost scoase la licitație în mai 1897, portretul fiind vândut pentru 17900 de franci lui M. Cheramy. Se află la Art Institute of Chicago din 1967.